# Ceres FC
Ceres FC is een Braziliaanse voetbalclub uit Rio de Janeiro, meer bepaald uit de wijk Bangu.

## Geschiedenis
De club werd in 1933 opgericht en was jarenlang een amateurclub. In 1988 namen ze het profstatuut aan en debuteerde in de derde klasse van het Campeonato Carioca, de staatscompetitie. In 1990 werd de club kampioen en promoveerde zo naar de tweede klasse. Na drie seizoenen degradeerde de club weer en keerde in 1997 terug. Ceres werd vicekampioen achter Friburguense en miste zo net de promotie naar de hoogste klasse. De volgende jaren eindigde de club meestal in de middenmoot en haalde weleens de tweede ronde van de competitie, maar meer niet. In 2007 nam de club een jaar niet deel aan de competitie, maar keerde wel in 2008 terug. De club kwalificeerde zich maar ternauwernood voor het seizoen 2009 maar speelde dat jaar opnieuw niet in de competitie. In 2010 keerden ze opnieuw terug met een plaats in de middenmoot. In 2011 werd de club in de eerste fase groepswinnaar, maar kon de lijn niet doortrekken in de tweede fase. Na een paar middelmatige seizoenen degradeerde de club in 2016 naar de Série B2. Het volgende jaar degradeerde de club zelfs nog verder weg.
In 2019 werd het kampioen van de vierde divisie en in 2020 keerde het terug naar de derde divisie. Sinds 2023 heeft de club een licentie voor profcompetities.